# Kaplica św. Jakuba Apostoła w Chodczu
Kaplica św. Jakuba Apostoła w Chodczu – rzymskokatolicki kościół cmentarny należący do parafii św. Dominika w Chodczu (dekanat chodecki diecezji włocławskiej).
Świątynia została wzniesiona w 1799 roku. Budowla reprezentuje styl późnobarokowy. Ufundowana została przez Jakuba Zygmunta Kretkowskiego starostę przedeckiego. Jej projektantem był zapewne Karol Domstein. Kaplicę wzniesiono z cegły palonej. Świątynia składa się z jednej nawy. Nawę kaplicy na planie prostokąta nakrywa dach dwuspadowy. Otwór wejściowy jest w kształcie prostokąta o wymiarach 1,5 x 2,3m. Wnętrze budowli jest salowe. Prezbiterium nakrywa sklepienie z lunetami, natomiast nawa nakryta jest stropem. We wnętrzu są umieszczone: neogotycki ołtarz i loża kolarska. Loża ta, nisko sklepiona z przodu, znajduje się nad kruchtą. Ma ona wysunięty w stosunku do nawy balkon z ozdobną krytą na całej długości balustradą. W nawie po prawej stronie wejścia usytuowane jest wykonane z białego marmuru epitafium Lipskich. Epitafium jest ozdobione wyrytymi na tarczami herbami Wrębom i Jastrzębiec. W podziemiach po obu stronach korytarza są umieszczone dwupoziomowe katakumby z częściowym oznaczeniem miejsca pochówku Lipskich i Ciechomskich.